# Martin Beck
Pour les articles homonymes, voir Beck.
Martin Beck est un personnage de fiction d'une série policière intitulée Histoire d'un crime qui compte dix romans écrits par Maj Sjöwall et Per Wahlöö entre 1965 et 1975. Détective de la police suédoise, il est le personnage principal de la série.

## Biographie fictive
Entré dans la police à 21 ans, Martin Beck est pendant ses six premières années un simple agent de la circulation dans divers quartiers de Stockholm. Il entre ensuite à l'Académie nationale de police et en sort à 28 ans avec une distinction et un grade d'inspecteur principal. La même année, il perd son père et rencontre sa future épouse : le mariage est d'ailleurs célébré en hâte lorsqu'il est avéré qu'elle attend un enfant. Petite blonde potelée, madame Beck quitte alors son emploi d'architecte à la naissance d'une petite fille. Le couple sombre alors dans la routine, et madame Beck ne se gêne pas pour lui reprocher son manque d'ambition et jusqu'au fait qu'il n'a pas de voiture et qu'il préfère se déplacer en autobus et en métro pour éviter de gonfler ses notes de frais.
Au fil des romans de la série, le personnage devient le père de deux jeunes adolescents et un mari malheureux en ménage, puis un homme divorcé. Beck, qui est un gros fumeur et un grand buveur de café, est également sujet aux rhumes, souffre de plusieurs maux et malaises physiques et n'est pas dans une condition physique exemplaire.
Dans sa vie professionnelle, c'est un policier consciencieux et intègre qui décroche plusieurs promotions, apparemment au grand dam d'envieux et de jaloux, mais à la surprise de lui-même, car il n'a guère d'ambition et demeure plutôt discret et réservé, bien que, sur le terrain, il se révèle d'une redoutable efficacité. Son manque d'entregent avec ses collègues explique l'attitude distante qui peut être observée de part et d'autre. « Insomniaque, il rumine sur les enquêtes en cours, comme au temps de sa première affaire où il a traqué le coupable pendant six mois ». Médiocre tireur, il est armé d'un Walther de 7,6 mm. Dans L'Abominable Homme de Säffle, il est atteint par un tir et grièvement blessé.
Lennart Kollberg, l'adjoint de l'inspecteur Martin Beck, est un ancien parachutiste dans des commandos de l'armée. Ce bon vivant un peu bedonnant et toujours de joyeuse humeur est aussi un homme intelligent et perspicace qui a son franc-parler, de l'humour à revendre et une femme adorable. Il cache pourtant une blessure psychologique : il ne porte plus d'arme depuis qu'il a abattu accidentellement un de ses collègues. Le second adjoint de Beck a pour nom Gunvald Larsson. C'est un fils de bonne famille et un dandy doué d'une prodigieuse force physique dont il aime se servir pour boucler de façon expéditive certaines enquêtes, ce qui n'a l'heur de plaire ni à Beck ni à Kollberg.
Plusieurs romans de la série, qui relève du genre de la procédure policière, font souvent s'entrecroiser les intrigues de deux enquêtes comme dans les romans de la série du 87e District du romancier américain Ed McBain.

## Romans de la sérieLe Roman d'un crimeavec l'inspecteur Martin Beck
| Titre original suédois | Titre original suédois              | Titre français | Titre français                                                                          |
| ---------------------- | ----------------------------------- | -------------- | --------------------------------------------------------------------------------------- |
| 1965                   | Roseanna                            | 1970           | Roseanna                                                                                |
| 1966                   | Mannen som gick upp i rök           | 1971           | L'Homme qui partit en fumée                                                             |
| 1967                   | Mannen på balkongen                 | 1970           | L'Homme au balcon (ou anciennement Elles n'iront plus au bois)                          |
| 1968                   | Den skrattande polisen              | 1970           | Le Policier qui rit (ou anciennement Le Massacre de l'autobus)                          |
| 1969                   | Brandbilen som försvann             | 1972           | La Voiture de pompiers disparue (ou anciennement Feu à Stockholm)                       |
| 1970                   | Polis, polis, potatismos!           | 1972           | Meurtre au Savoy (ou anciennement Vingt-deux, v'là des frites ! ou Le Meurtre au Savoy) |
| 1971                   | Den vedervärdige mannen från Säffle | 1987           | L'Abominable Homme de Säffle                                                            |
| 1972                   | Det slutna rummet                   | 1987           | La Chambre close                                                                        |
| 1974                   | Polismördaren                       | 1987           | L'Assassin de l'agent de police                                                         |
| 1975                   | Terroristerna                       | 1987           | Les Terroristes                                                                         |

- Les première traductions françaises sont parues aux éditions Planète, puis chez 10/18 dans la collection Grands Détectives . Les traductions révisées et intégrales sont maintenant publiées dans la collection Rivages/Noir .

## Adaptions
Les dix romans ont été adaptés au cinéma, bien que certains films ont des titres différents des romans. Le premier acteur à incarner Martin Beck est Keve Hjelm en 1967 dans Roseanna de Hans Abramson, puis c'est au tour de Carl-Gustaf Lindstedt en 1976 dans Un flic sur le toit de Bo Widerberg. En 1993 et 1994, Gösta Ekman joue le personnage dans six films, dont Brandbilen som försvann.
Aux États-Unis, Walter Matthau joue Martin Beck en 1973 dans Le Flic ricanant, mais son personnage y est rebaptisé Jake Martin. Martin Beck a également été joué par Romualds Ancāns, Derek Jacobi et Jan Decleir.
Dans une série télévisée suédoise, c'est Peter Haber qui devient Martin Beck. En octobre 2012, pour une série radiophonique de la British Broadcasting Corporation, Steven Mackintosh prête sa voix au personnage.
- Roseanna, film (1967)
- Roseanna, film (1993)
- Beck, série télévisée (1997- )